# Amazing Stories
Amazing Stories — американский научно-фантастический журнал, запущенный в апреле 1926 года издательством Experimenter Publishing Хьюго Гернсбека.
Считается первым в мире массовым журналом, целиком посвящённым научной фантастике, однако это не самый первый научно-фантастический журнал — подобные ему ранее издавались в Швеции — «Stella» (1886—1888) и «Hugin» (1916—1920).

## Создание и первые годы
Первый номер журнала появился в продаже 10 марта 1926 года. Издавала журнал Experimenter Publishing Company, принадлежавшая Хьюго Гернсбеку, который был также главным редактором журнала.
Редактор нового журнала и владелец издательской компании Experimenter Publishing Company Хьюго Гернсбек до этого регулярно публиковал фантастику в выпускавшихся им научно-популярных журналах и считал её прежде всего прекрасным способом распространения среди читателей научных и технических знаний.
В номере были напечатаны как произведения классиков жанра (Жюль Верн, Эдгар Аллан По, Герберт Уэллс), так и произведения популярных на тот момент американских авторов журнальной фантастики (Остин Холл, Джордж Аллан Инглэнд). Единственное исключение из этого ряда — рассказ Г. Пейтона Уэртенбейкера, который до этого публиковал рассказы только в научно-технических изданиях Гернсбека.
Обложку первого номера журнала нарисовал Фрэнк Р. Пауль, он же делал обложки для всех номеров Amazing Stories, которые выходили под редакцией Гернсбека.
Журнал выходил на хорошей бумаге в формате bedsheet, характерном не для дешёвых pulp-журналов, а престижных и более дорогих изданий в глянцевых обложках — таким образом Гернсбек позиционировал Amazing не как развлекательное издание, а как познавательное и научно-популярное. Девизом журнала стала фраза «Экстравагантная выдумка сегодня — холодный факт завтра».
В редакционной статье первого номера Гернсбек писал:

Под «scientifiction» я понимаю тот вид рассказа, который писали Жюль Верн, Герберт Уэллс и Эдгар Алан По — чарующие романтические истории, замешанные на научных фактах и пророческом прови́дении. <…> Эти удивительные истории представляют собой не только увлекательнейшее чтение, они всегда выполняют и просветительскую задачу. Они предлагают знания, которые мы могли бы и не получить из других источников, причём предлагают в очень хорошо усваиваемой форме. Про лучших из современных авторов «scientifiction» можно сказать, что они внедряют в нас знания и вдохновения так искусно, что мы даже не замечаем, что нас чему-то научили.
Оригинальный текст (англ.)By 'scientifiction' I mean the Jules Verne, H. G. Wells and Edgar Allan Poe type of story—a charming romance intermingled with scientific fact and prophetic vision. <…> Not only do these amazing tales make tremendously interesting reading—they are always instructive. They supply knowledge that we might not otherwise obtain — and they supply it in a very palatable form. For the best of these modern writers of scientifiction have the knack of imparting knowledge, and even inspiration, without once making us aware that we are being taught.

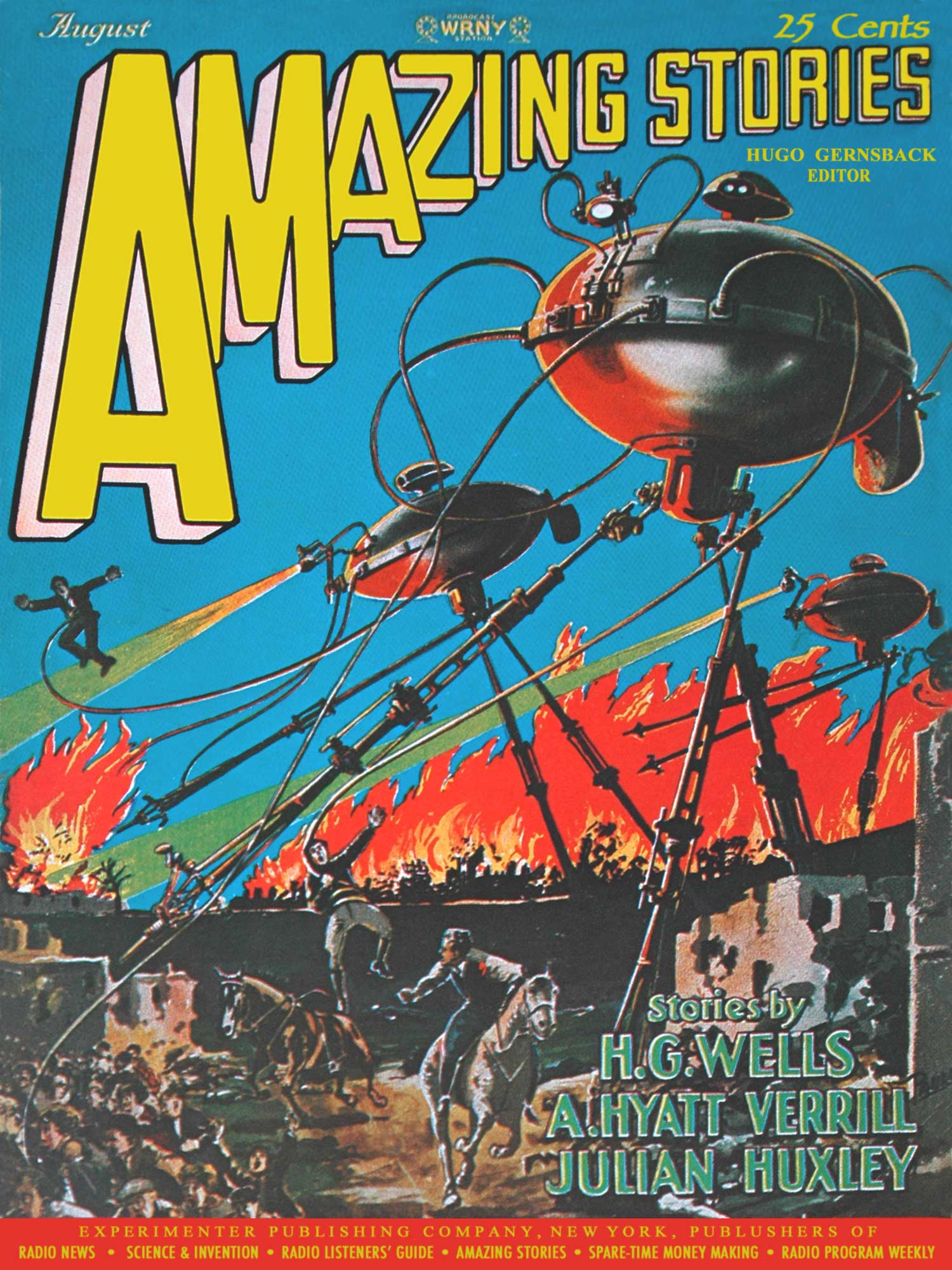
«Amazing Stories», август 1927 года

Хотя окончательное решение о публикации того или иного произведения принимал Гернсбек, всю редакционную работу в журнале делал Томас О’Конор Слоун. Предварительным отбором уже издававшихся произведений для журнала занимались Конрад А. Брандт и Уилбур Уайтхед. Обложки для всех номеров журнала рисовал Фрэнк Р. Пауль.
Журнал оказался настолько успешен (его ежемесячный тираж вскоре превысил 100 тысяч экземпляров), что Гернсбек начал параллельное издание ассоциированного с ним ежегодника Amazing Stories Annual (1927), который в следующем году был преобразован в ежеквартальник Amazing Stories Quarterly (1928—1934).
Первоначально основной корпус публикаций журнала составляли перепечатки классики — произведения Эдгара По, Жюля Верна, Герберта Уэллса и произведения, ранее опубликованные в других журналах — романы и рассказы Гаррета П. Сёвисса, Остина Холла, Джорджа Аллана Инглэнда, Мюррея Лейнстера, Э. Р. Берроуза, Абрахама Меррита и других. Авторы, успевшие заработать себе репутацию в более престижных изданиях, как правило, избегали предлагать свои новые произведения в Amazing, так как Гернсбек чрезвычайно неаккуратно выплачивал гонорары (известно, что гонорар Г. Ф. Лавкрафта за публикацию рассказа «Цвет из иных миров» был так мал и пришёл с таким опозданием, что писатель зарёкся иметь дело с Гернсбеком и даже назвал его в одном из писем «Крысёныш Хьюго»). Поэтому Гернсбеку обычно приходилось выбирать между перепечатками и произведениями весьма слабых авторов, которые он публиковал в своих научно-популярных журналах, и поначалу он отдавал предпочтение перепечаткам: например, из 38 произведений, опубликованных в первых шести номерах журнала, новыми были только 6 рассказов (из них один, «Яйцо с озера Танганьика» Курта Сиодмака был переводом с немецкого).
Однако на протяжении трёх лет у журнала всё-таки начал складываться собственный круг постоянных авторов — Эдвард Элмер «Док» Смит, А. Хайат Веррил, Дэвид Г. Келлер, Харл Винсент, Джек Уильямсон, Майлс Дж. Брюйер, Боб Олсен, Фрэнсис Флэгг и другие. Для привлечения новых авторов журнал постоянно проводил конкурсы фантастического рассказа с довольно крупными призами. В итоге Гернсбеку удалось в сентябре 1928 года выпустить номер журнала, в котором не было ни одного ранее издававшегося рассказа.
Серьёзной заслугой Гернсбека было также создание в Amazing постоянной рубрики «Дискуссии», где публиковались письма читателей и авторов журнала и ответные реплики Гернсбека. Именно в этой рубрике впервые было начато обсуждение концепции и особенностей фантастической литературы, что можно считать первыми попытками осмысления только что обособившегося феномена. При этом читатели часто критиковали подход Гернсбека к различным аспектам ведения журнала.

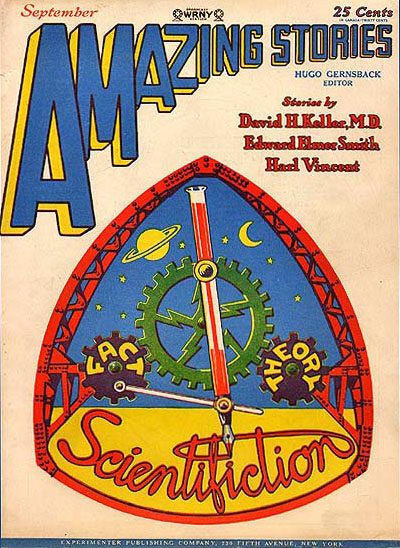
«Amazing Stories», сентябрь 1928 года

Например, в октябрьском номере за 1928 год была опубликована реплика любителя фантастики Рэймонда Палмера (который, кстати, спустя десять лет стал редактором Amazing) о том, что слишком броские обложки отпугивают серьёзных читателей и что некоторые просто стесняются покупать журнал на лотках. По случаю, предыдущий (сентябрьский) номер вышел с особенной обложкой, на которой была крупно изображена эмблема «Scientifiction», победившая в ранее объявленном конкурсе. Проанализировав продажи, Гернсбек в апрельском выпуске 1929 года сообщил читателям, что непроданных экземпляров именно этого номера оказалось в три раза больше обычного и было бы неразумно менять манеру оформления, если это приведёт к снижению тиража.
Более серьёзную тему поднял молодой автор журнала Г. Пейтон Уэртенбейкер. В июльском номере Amazing Stories 1926 года было опубликовано его письмо, в котором говорилось:

Литература прошлого и настоящего делает для нас человека и окружающий мир менее загадочными, как следствие — менее прекрасными, так как красота и загадка неразрывно связаны. Красота побуждает наши эмоции стремиться к тому, чего невозможно достигнуть одним только интеллектом. Научная фантастика уводит нас в такие далёкие уголки Вселенной, где ещё осталась тайна и, соответственно, осталась красота. Именно поэтому научная фантастика представляется мне истинной литературой будущего. Но «Amazing Stories» грозит опасность стать слишком научным и слишком приземлённым. Конечно, пока ещё слишком рано делать выводы, но для дружески высказанных предостережений, пожалуй, самое время. Конечно, точную меру соотношения науки и литературы определить непросто, но здесь я бы доверился эстетическому инстинкту.Оригинальный текст (англ.)Literature of the past and the present has made the mystery of man and his world more clear to us, and for that reason it has been less beautiful, for beauty lies only in the things that are mysterious. Beauty is a groping of the emotions towards realization of things which may be unknown only to the intellect. Scientifiction goes out Into the remote vistas of the universe, where there is still mystery and so still beauty. For that reason scientifiction seems to me to Be the true literature of the future.
Публикацию письма сопровождал ответ Гернсбека, который, полностью проигнорировав эстетический подход корреспондента, воспользовался его репликой о «точной мере», чтобы конкретизировать свой подход:

Эти высказывания, нам представляется, ставят вопрос ребром. Если нам будет позволено озвучить наше мнение, мы бы сказали, что идеальный состав научной фантастики — 75 % литературы, разбавленный 25 % науки.Оригинальный текст (англ.)These opinions, we believe, state the case clearly. If we may voice our own opinion we should say that the ideal proportion of a scientifiction story should, be seventy-five per cent literature interwoven with twenty-five per cent science.
Несмотря на концептуальную «несгибаемость», для Гернсбека вскоре стало очевидно, что в фантастических рассказах читатели более ценят приключения и свободный вымысел, чем науку. Конъюнктура заставляла его печатать чрезвычайно популярные произведения А. Меррита, которые можно было назвать «научными» только с большой натяжкой, и уж точно нельзя было назвать «просветительскими». Чтобы хоть как-то привязать роман Меррита «Лунный бассейн» (начал публиковаться в июньском номере 1927 года) к своей концепции, Гернсбек в редакционном вступлении пояснил, что автор пишет о несуществующей науке, которая может появиться в будущем. Однако концепция Гернсбека оказалась слишком ограничена, чтобы быть успешной в продолжительной перспективе: читатели журнала однозначно голосовали за «ненаучные» произведения Меррита и Берроуза — номера, в которых публиковались их произведения, пользовались заметно более высоким спросом.

Amazing Stories, август 1928 года

Самым крупным открытием Гернсбека на поприще поиска новых авторов оказался Эдвард Элмер «Док» Смит, роман которого «Космический жаворонок» начал публиковаться в августовском номере 1928 года. Однако и здесь основной заслугой автора была не повышенная «научность» и «просветительство», а невиданный масштаб фантастических приключений: автор отправил своих героев далеко за пределы Солнечной Системы, что в те времена было запредельной дерзостью даже для писателя-фантаста.
В апрельском номере за 1929 год был опубликован рассказ Владимира Орловского «Бунт атомов» (англ. The Revolt of the Atoms), который впервые появился в советском журнале «Мир приключений» в марте 1927 года и предположительно стал первым русским фантастическим рассказом, переведённым специально для американского журнала.
Несмотря на то что в активе «Amazing» начального периода издания числятся несколько памятных оригинальных публикаций, значимы они в основном не высоким художественным уровнем, а идейной или концептуальной новизной для своего времени. За пределами фэндома эти произведения ныне совершенно неизвестны. По-настоящему популярная американская фантастика (Берроуз, Меррит, Лейнстер) продолжает появляться преимущественно в крупных журналах широкой тематики, до уровня которых проекту Гернсбека дотянуться не удаётся.

## Смена владельца
Весной 1929 года на Experimenter Publishing Co. была предпринята финансовая атака со стороны конкурентов. Объём требований был невелик и у Гернсбека была возможность или оттянуть время, начав частичные выплаты по долгам из собственных средств, или взять для покрытия долга кредит; однако он не предпринял ничего и вынужден был в мае 1929 года объявить себя банкротом — впрочем, после этого он мгновенно основал новую компанию и начал выпуск журналов Air Wonder Stories, Science Wonder Stories, Science Wonder Quarterly и Scientific Detective Monthly.

По свидетельству адвоката Роберта Хэлперна, который готовил иск кредиторов против Experimenter Publishing, Гернсбек не был удивлён появлением претензий: хотя журналы выходили без перерывов и задержек и приносили серьёзную прибыль, финансовые дела компании были в беспорядке, так как Гернсбек регулярно изымал прибыль для своих личных нужд и нужд акционеров. В этот период его годовая зарплата составляла 50 тысяч долларов, которые он, стоит упомянуть исторической справедливости ради, большей частью тратил на эксперименты с передачей телевизионного изображения; годовая зарплата его брата Стэнли составляла 39 тысяч долларов (для сравнения: зарплата губернатора штата Нью-Йорк в это время составляла 25 тысяч долларов).

Новыми владельцами Experimenter Publishing Co. (название компании вскоре изменилось) стали Б. А. Маккиннон и Н. К. Флай, действиями которых руководил (по наиболее распространённой версии) Бернар Макфадден, владелец конкурирующей сети популярных журналов. «Amazing Stories» перешёл в собственность Teck Publishing Corporation, а его редактором стал Артур Линч, который в ноябре того же года передал бразды правления Т. О’Конору Слоуну, бывшему ассистенту Гернсбека. Редакционная политика при этом существенных изменений не претерпела.

## Проигрыш в конкуренции
В середине 1930-х годов журнал начал испытывать серьёзные трудности из-за конкуренции и вынужден был с августа 1935 года перейти на более щадящий график выхода — 6 раз в год — и в дальнейшем никогда более не оказывался в положении «главного» фантастического журнала. В июне 1938 года Amazing перешёл в собственность Ziff Davis Publishing Company, редакция переместилась в Чикаго, а главным редактором стал Рэймонд Палмер, которому удалось с октября восстановить ежемесячный график выхода журнала. Вскоре он начал выпуск ассоциированного с Amazing журнала Fantastic Adventures (1939—1953). Оба журнала были ориентированы на приключенческую подростковую фантастику. Лидерство среди журналов НФ в это время захватил Astounding под редакцией Джона В. Кэмпбелла.
В сентябре 1943 года из-за вызванного войной дефицита бумаги журнал был вынужден снова уменьшить периодичность, однако с мая 1946 года он снова стал выходить один раз в месяц. Рэймонд Палмер вёл журнал вплоть до декабрьского номера 1949 года.

## Полувековой закат
C января 1950 года редактором журнала стал Говард Брауни.
В апреле 1953 года журнал сменил формат на дайджест и начал выходить один раз в два месяца.
С сентябрьского номера 1955 года редактором журнала стал Пол У. Фэйрман, которому удалось с ноября восстановить ежемесячный график выхода номеров.
В марте 1958 года название журнала изменилось на «Amazing Science Fiction», ещё через два месяца — «Amazing Science Fiction Stories».
С декабрьского номера 1958 года редактором журнала стал Селе Голдсмит (после замужества в 1964 году сменила фамилию на Селе Лалли).
В октябре 1960 года журнал вернулся к первоначальному названию «Amazing Stories».
С июня 1965 года журнал начал выходить один раз в два месяца. Ещё через месяц его приобрела Ultimate Publishing Company, и новым редактором стал Джозеф Росс, вслед за которым этот пост занимали Гарри Гаррисон (с сентября 1967), Барри Молзберг (с апреля 1968) и Тед Уайт (с мая 1969).
В марте 1979 редактором журнала стала Элинор Мэйвор (до сентября 1982 подписывалась в выходных данных псевдонимом Омар Гохаген). Впоследствии журнал вели Джордж Ситерс (с ноября 1982), Патрик Люсьен Прайс (с сентября 1986), Ким Моэн (с мая 1991). В этот период журнал принадлежал компаниям Dragon Publishing (сентябрь 1982 — май 1985) и TSR Inc. (до 1995).
С мая 1991 по ноябрь 1993 года журнал выходил ежемесячно, затем регулярность выпусков рухнула, и в 1995 году журнал практически прекратил существование. В 1998 году права на название и товарный знак «Amazing Stories» были приобретены компанией Wizards of the Coast, которая перепрофилировала его в журнал, посвящённый фантастическим играм.
Последнюю попытку оживить журнал предприняла компания Paizo Publishing, которая выпустила в 2004—2005 годах несколько номеров, ориентированных не столько на литературу, сколько на фантастику в других медиа (в частности, в кино). Редактировали эти выпуски Дэвид Гросс (с мая 2004 года) и Джефф Берквитц (с октября 2004 года).
Последний номер Amazing Stories вышел в апреле 2005 года, после чего Paizo Publishing объявила о приостановке издания и в течение года искала способы продолжить выпуск журнала или передать его другим заинтересованным компаниям. Убедившись в бесполезности этих поисков, в марте 2006 года компания объявила об окончательном прекращении издания Amazing Stories. Товарный знак, находившийся в это время в распоряжении компании Hasbro, был освобождён в 2007 году.
28 сентября 2011 года товарный знак «Amazing Stories» был зарегистрирован на имя Стива Дэвидсона, который объявил о намерениях создать одноимённое сетевое издание с функциями онлайн-сообщества для любителей фантастики.
За всю историю журнала было выпущено немногим более 600 номеров.

## Влияние
Название «Amazing Stories» было лицензировано Стивеном Спилбергом для американского фантастического телесериала 1985—1987 годов, каждый эпизод которого представлял собой законченный оригинальный фантастический сюжет.

## Переиздание на русском языке
- Удивительные истории Amazing Stories 1926 №1, 2, 3 / составитель: Александр Лидин; перевод: А. Лидин, С. Соловьева, А. Федотов, Я. Забелина, А. Лазарева, Н. Егоров, Крахинфельд, М. Ирская, К. Бальмонт. — СПб.: Северо-Запад, 2017. — 832 с. — (Старые журналы). — 30 экз. — ISBN 978-5-93835-618-4.[7]
- Удивительные истории Amazing Stories 1926 №4, 5, 6 / составитель: Александр Лидин; переводчики: С. Соловьева, А. Федотов, Т. Миносян, А. Анненская, А. Азов. — СПб.: Северо-Запад, 2020. — 836 с. — (Старые журналы). — ISBN 978-5-93835-080-9.[8]